# Distretto di Ticaco
Il distretto di Ticaco è un distretto del Perù, facente parte della provincia di Tarata, nella regione di Tacna.